# Імре Рапп
Імре Рапп (угор. Imre Rapp, 15 вересня 1937, Дунафельдвар — 3 червня 2015) — угорський футболіст, що грав на позиції воротаря.
Виступав, зокрема, за клуби «Татабанья» та «Печ», а також національну збірну Угорщини.

## Клубна кар'єра
У дорослому футболі дебютував 1957 року виступами за команду «Капошвар», в якій провів два сезони у другому дивізіоні країни.
Своєю грою за цю команду привернув увагу представників тренерського штабу вищолігового клубу «Татабанья», до складу якого приєднався 1959 року. Відіграв за клуб з Татабаньї наступні п'ять сезонів своєї ігрової кар'єри.
1965 року став гравцем клубом «Печ», у складі якого провів наступні десять років своєї кар'єри гравця. Більшість часу, проведеного у складі «Печа», був основним голкіпером команди. У 1970 році в пам'ятному єврокубковому матчі проти «Ньюкасл Юнайтед» він зробив вирішальний внесок у прохід англійської команди, відбивши перші три пенальті. У 1971 році він був найстарішим воротарем вищого угорського дивізіону у віці 34 років.
Завершив ігрову кар'єру у команді «Капошвар», у складі якої і починав кар'єру, захищаючи її кольори до припинення виступів на професійному рівні у 1976 році.

## Виступи за збірну
У складі збірної Угорщини був учасником футбольного турніру на Олімпійських іграх 1972 року у Мюнхені, де разом з командою здобув «срібло», а також чемпіонату Європи 1972 року у Бельгії, втім на обох турнірах на поле не виходив.
Єдиний матч за збірну провів 21 листопада 1973 року в товариській грі проти НДР (0:1).

## Смерть
Помер 3 червня 2015 року на 78-му році життя після тривалої хвороби.